# Polscy medaliści zimowych igrzysk olimpijskich
Polscy medaliści zimowych igrzysk olimpijskich – zestawienie reprezentujących Polskę zawodników i zawodniczek, którzy zdobyli przynajmniej jeden medal zimowych igrzysk olimpijskich.
Reprezentacja Polski startuje w zimowych igrzyskach olimpijskich nieprzerwanie od początku ich rozgrywania, czyli od 1924 roku. W latach 1924–1952 Polacy nie zdobyli żadnego medalu olimpijskiego na zimowych igrzyskach. Pierwszy medal dla Polski zdobył Franciszek Gąsienica Groń, który zajął trzecie miejsce w konkursie indywidualnym kombinacji norweskiej w 1956 roku. Podczas kolejnych zimowych igrzysk dwa medale olimpijskie w biegu na 1500 metrów zdobyły polskie łyżwiarki szybkie – Elwira Seroczyńska (srebrny) i Helena Pilejczyk (brązowy). Pierwszy złoty medal olimpijski zdobył Wojciech Fortuna w konkursie skoków narciarskich na dużym obiekcie w 1972 roku w Sapporo.
Kolejne medale dla Polski po trzydziestoletniej przerwie wywalczył Adam Małysz (srebrny i brązowy) w indywidualnych konkursach skoków na igrzyskach w Salt Lake City. Na następnych zimowych igrzyskach, które odbyły się w 2006 roku w Turynie, medale dla Polski zdobyli Tomasz Sikora w biathlonie (srebrny) i Justyna Kowalczyk w biegach narciarskich (brązowy). Cztery lata później w Vancouver reprezentanci Polski zdobyli sześć medali, w tym jeden złoty, trzy srebrne i dwa brązowe. Pierwsze po 38 latach złoto dla Polski zdobyła Justyna Kowalczyk w biegu na 30 kilometrów techniką klasyczną. Kowalczyk zdobyła w Vancouver także srebro i brąz. Pozostałe medale zdobyli: Adam Małysz w obu indywidualnych konkursach skoków (dwa srebrne) oraz łyżwiarki Katarzyna Bachleda-Curuś, Katarzyna Woźniak i Luiza Złotkowska w biegu drużynowym kobiet (brązowy).
Podczas Zimowych Igrzysk Olimpijskich 2014 w Soczi reprezentanci Polski zdobyli sześć medali olimpijskich – cztery złote, jeden srebrny i jeden brązowy. Pierwsze złoto wywalczył Kamil Stoch w konkursie skoków na skoczni normalnej, który tym samym stał się drugim Polakiem, który zdobył tytuł mistrza olimpijskiego w skokach narciarskich. Złoto w biegu narciarskim na 10 kilometrów techniką klasyczną zdobyła Justyna Kowalczyk, dzięki czemu jako pierwsza reprezentantka Polski zdobyła drugi złoty medal zimowych igrzysk w karierze. Trzeci złoty medal dla Polski na igrzyskach w Soczi zdobył Zbigniew Bródka w łyżwiarskim biegu na 1500 metrów. Był to zatem pierwszy złoty medal olimpijski zdobyty przez polskich panczenistów. Tego samego dnia, tj. 15 lutego, swój drugi złoty medal zdobył Kamil Stoch w skokach narciarskich na obiekcie dużym. Stoch jako pierwszy Polak dwukrotnie został mistrzem olimpijskim w trakcie jednych zimowych igrzysk, a także jako trzeci skoczek narciarski w historii (po Matti Nykänenie i Simonie Ammannie) zdobył dwa indywidualne złota podczas jednych igrzysk. Ponadto medale zdobyli polscy panczeniści w biegach drużynowych – srebro zdobyły Natalia Czerwonka, Katarzyna Bachleda-Curuś, Katarzyna Woźniak i Luiza Złotkowska, a brąz zdobyli Zbigniew Bródka, Konrad Niedźwiedzki i Jan Szymański.
Na igrzyskach w Pjongczangu złoty medal olimpijski w konkursie skoków na skoczni dużej obronił Kamil Stoch, a w konkursie drużynowym, wspólnie z Maciejem Kotem, Stefanem Hulą i Dawidem Kubackim, zdobył brązowy medal. Kubacki został również brązowym medalistą zawodów indywidualnych na normalnej skoczni podczas igrzysk w Pekinie.
Łącznie w 24 startach na zimowych igrzyskach olimpijskich Polacy zdobyli 23 medale – 7 złotych, 7 srebrnych i 9 brązowych. Najbardziej utytułowanym polskim olimpijczykiem na zimowych igrzyskach jest Kamil Stoch, który zdobył trzy złote medale i jeden brązowy. Największą liczbę medali wszystkich kolorów wywalczyła natomiast Justyna Kowalczyk, w dorobku której znalazło się pięć medali, w tym dwa złote. Reprezentanci Polski stawali na podium olimpijskim w pięciu dyscyplinach sportowych, z czego najczęściej – dziesięciokrotnie – w skokach narciarskich. 19 z 23 medali polscy olimpijczycy wywalczyli w konkurencjach indywidualnych, trzy zdobyli w łyżwiarskich biegach drużynowych, a jedną w drużynowych skokach narciarskich.
W klasyfikacji medalowej wszech czasów reprezentacja Polski zajmuje 22. miejsce, biorąc pod uwagę medale zimowych igrzysk olimpijskich.

## Medaliści chronologicznie
Reprezentanci Polski zdobyli łącznie 23 medale zimowych igrzysk olimpijskich. Polacy stali na podium zawodów olimpijskich na dziewięciu igrzyskach, z czego po raz pierwszy w 1956 roku. Raz zdarzyło się, że reprezentanci Polski zdobyli dwa medale w jednej konkurencji podczas jednych igrzysk olimpijskich. Miało to miejsce w 1960 roku w łyżwiarskim biegu kobiet na 1500 metrów, kiedy to srebrny medal zdobyła Elwira Seroczyńska, a brązowy – Helena Pilejczyk. Ponadto, jeszcze trzykrotnie zdarzyło się, że polscy sportowcy zdobyli więcej niż jeden medal olimpijski w trakcie jednego dnia. Miało to miejsce 27 lutego 2010 (złoto Justyny Kowalczyk i brąz panczenistek w biegu drużynowym), 15 lutego 2014 (złote medale Zbigniewa Bródki i Kamila Stocha) oraz 22 lutego 2014 (srebro panczenistek i brąz panczenistów w biegach drużynowych). W poniższej tabeli przedstawiono wszystkich polskich medalistów zimowych igrzysk olimpijskich w kolejności chronologicznej.
| Lp. | Rok i miejsce           | Medal   | Medalista                                                                     | Dyscyplina          | Konkurencja                               | Źródło |
| --- | ----------------------- | ------- | ----------------------------------------------------------------------------- | ------------------- | ----------------------------------------- | ------ |
| 1.  | 1956, Cortina d’Ampezzo | brązowy | Franciszek Gąsienica Groń                                                     | kombinacja norweska | skoki na skoczni dużej + bieg na 15 km    | [ 2 ]  |
| 2.  | 1960, Squaw Valley      | srebrny | Elwira Seroczyńska                                                            | łyżwiarstwo szybkie | bieg na 1500 m                            | [ 3 ]  |
| 3.  | 1960, Squaw Valley      | brązowy | Helena Pilejczyk                                                              | łyżwiarstwo szybkie | bieg na 1500 m                            | [ 3 ]  |
| 4.  | 1972, Sapporo           | złoty   | Wojciech Fortuna                                                              | skoki narciarskie   | konkurs indywidualny na skoczni dużej     | [ 4 ]  |
| 5.  | 2002, Salt Lake City    | brązowy | Adam Małysz                                                                   | skoki narciarskie   | konkurs indywidualny na skoczni normalnej | [ 5 ]  |
| 6.  | 2002, Salt Lake City    | srebrny | Adam Małysz                                                                   | skoki narciarskie   | konkurs indywidualny na skoczni dużej     | [ 6 ]  |
| 7.  | 2006, Turyn             | brązowy | Justyna Kowalczyk                                                             | biegi narciarskie   | bieg na 30 km techniką dowolną            | [ 7 ]  |
| 8.  | 2006, Turyn             | srebrny | Tomasz Sikora                                                                 | biathlon            | bieg masowy na 15 km                      | [ 8 ]  |
| 9.  | 2010, Vancouver         | srebrny | Adam Małysz                                                                   | skoki narciarskie   | konkurs indywidualny na skoczni normalnej | [ 9 ]  |
| 10. | 2010, Vancouver         | srebrny | Justyna Kowalczyk                                                             | biegi narciarskie   | sprint techniką klasyczną                 | [ 10 ] |
| 11. | 2010, Vancouver         | brązowy | Justyna Kowalczyk                                                             | biegi narciarskie   | bieg łączony na 15 km                     | [ 11 ] |
| 12. | 2010, Vancouver         | srebrny | Adam Małysz                                                                   | skoki narciarskie   | konkurs indywidualny na skoczni dużej     | [ 12 ] |
| 13. | 2010, Vancouver         | złoty   | Justyna Kowalczyk                                                             | biegi narciarskie   | bieg na 30 km techniką klasyczną          | [ 13 ] |
| 14. | 2010, Vancouver         | brązowy | Katarzyna Bachleda-Curuś Katarzyna Woźniak Luiza Złotkowska                   | łyżwiarstwo szybkie | bieg drużynowy                            | [ 14 ] |
| 15. | 2014, Soczi             | złoty   | Kamil Stoch                                                                   | skoki narciarskie   | konkurs indywidualny na skoczni normalnej | [ 15 ] |
| 16. | 2014, Soczi             | złoty   | Justyna Kowalczyk                                                             | biegi narciarskie   | bieg na 10 km techniką klasyczną          | [ 16 ] |
| 17. | 2014, Soczi             | złoty   | Zbigniew Bródka                                                               | łyżwiarstwo szybkie | bieg na 1500 m                            | [ 17 ] |
| 18. | 2014, Soczi             | złoty   | Kamil Stoch                                                                   | skoki narciarskie   | konkurs indywidualny na skoczni dużej     | [ 18 ] |
| 19. | 2014, Soczi             | brązowy | Zbigniew Bródka Konrad Niedźwiedzki Jan Szymański                             | łyżwiarstwo szybkie | bieg drużynowy                            | [ 19 ] |
| 20. | 2014, Soczi             | srebrny | Natalia Czerwonka Katarzyna Bachleda-Curuś Katarzyna Woźniak Luiza Złotkowska | łyżwiarstwo szybkie | bieg drużynowy                            | [ 20 ] |
| 21. | 2018, Pjongczang        | złoty   | Kamil Stoch                                                                   | skoki narciarskie   | konkurs indywidualny na skoczni dużej     | [ 21 ] |
| 22. | 2018, Pjongczang        | brązowy | Maciej Kot Stefan Hula Dawid Kubacki Kamil Stoch                              | skoki narciarskie   | konkurs drużynowy na skoczni dużej        | [ 22 ] |
| 23. | 2022, Pekin             | brązowy | Dawid Kubacki                                                                 | skoki narciarskie   | konkurs indywidualny na skoczni normalnej | [ 23 ] |

## Medaliści według dyscyplin

### Biathlon
| Lp. | Data       | Miejsce | Medal   | Zawodnik      | Dystans        | Czas    | Strzelanie | Strata | Zwycięzca     | Źródło |
| --- | ---------- | ------- | ------- | ------------- | -------------- | ------- | ---------- | ------ | ------------- | ------ |
| 1.  | 25.02.2006 | Turyn   | srebrny | Tomasz Sikora | 15 km (masowy) | 47:26,3 | 0+0+0+1    | 6,3    | Michael Greis | [ 8 ]  |

### Biegi narciarskie
| Lp. | Data       | Miejsce   | Medal   | Zawodnik          | Dystans         | Technika            | Czas      | Strata | Zwycięzca           | Źródło |
| --- | ---------- | --------- | ------- | ----------------- | --------------- | ------------------- | --------- | ------ | ------------------- | ------ |
| 1.  | 24.02.2006 | Turyn     | brązowy | Justyna Kowalczyk | 30 km           | dowolna             | 1:22:27,5 | 2,1    | Kateřina Neumannová | [ 7 ]  |
| 2.  | 17.02.2010 | Vancouver | srebrny | Justyna Kowalczyk | 1,4 km          | klasyczna           | 3:40,3    | 1,1    | Marit Bjørgen       | [ 24 ] |
| 3.  | 19.02.2010 | Vancouver | brązowy | Justyna Kowalczyk | 7,5 km + 7,5 km | klasyczna + dowolna | 40:07,4   | 9,3    | Marit Bjørgen       | [ 11 ] |
| 4.  | 27.02.2010 | Vancouver | złoty   | Justyna Kowalczyk | 30 km           | klasyczna           | 1:30:33,7 | –      | –                   | [ 13 ] |
| 5.  | 13.02.2014 | Soczi     | złoty   | Justyna Kowalczyk | 10 km           | klasyczna           | 28:17,8   | –      | –                   | [ 16 ] |

### Kombinacja norweska
| Lp. | Data           | Miejsce           | Medal   | Zawodnik                  | Skocznia | Dystans | Skok 1 | Skok 2 | Skok 3 | Nota  | Bieg  | Łącznie | Strata | Zwycięzca        | Źródło        |
| --- | -------------- | ----------------- | ------- | ------------------------- | -------- | ------- | ------ | ------ | ------ | ----- | ----- | ------- | ------ | ---------------- | ------------- |
| 1.  | 29.-31.01.1956 | Cortina d’Ampezzo | brązowy | Franciszek Gąsienica Groń | duża     | 15 km   | 60,0   | 101,5  | 101,5  | 203,0 | 233,8 | 436,8   | 18,2   | Sverre Stenersen | [ 25 ] [ 26 ] |

### Łyżwiarstwo szybkie
| Lp. | Data           | Miejsce      | Medal   | Zawodnik                                                                      | Dystans               | Czas    | Strata | Zwycięzca                                                                                  | Źródło |
| --- | -------------- | ------------ | ------- | ----------------------------------------------------------------------------- | --------------------- | ------- | ------ | ------------------------------------------------------------------------------------------ | ------ |
| 1.  | 21.02.1960     | Squaw Valley | srebrny | Elwira Seroczyńska                                                            | 1500 m                | 2:25,7  | 0,5    | Lidija Skoblikowa                                                                          | [ 3 ]  |
| 2.  | 21.02.1960     | Squaw Valley | brązowy | Helena Pilejczyk                                                              | 1500 m                | 2:27,1  | 1,9    | Lidija Skoblikowa                                                                          | [ 3 ]  |
| 3.  | 26.-27.02.2010 | Vancouver    | brązowy | Katarzyna Bachleda-Curuś Luiza Złotkowska Katarzyna Woźniak                   | 6 okrążeń (6 x 400 m) | 3:03,73 | 0,91   | Niemcy Anni Friesinger-Postma Stephanie Beckert Daniela Anschütz-Thoms Katrin Mattscherodt | [ 27 ] |
| 4.  | 15.02.2014     | Soczi        | złoty   | Zbigniew Bródka                                                               | 1500 m                | 1:45,00 | –      | –                                                                                          | [ 17 ] |
| 5.  | 21.-22.02.2014 | Soczi        | brązowy | Konrad Niedźwiedzki Zbigniew Bródka Jan Szymański                             | 8 okrążeń (8 x 400 m) | 3:41,94 | 4,23   | Holandia Sven Kramer Jan Blokhuijsen Koen Verweij                                          | [ 28 ] |
| 6.  | 21.-22.02.2014 | Soczi        | srebrny | Luiza Złotkowska Katarzyna Woźniak Natalia Czerwonka Katarzyna Bachleda-Curuś | 6 okrążeń (6 x 400 m) | 3:05,55 | 7,5    | Holandia Marrit Leenstra Lotte van Beek Ireen Wüst Jorien ter Mors                         | [ 29 ] |

### Skoki narciarskie
| Lp. | Data       | Miejsce        | Medal   | Zawodnik         | Skocznia       | Skok 1 | Skok 2 | Nota  | Strata | Zwycięzca                                                                          | Źródło |
| --- | ---------- | -------------- | ------- | ---------------- | -------------- | ------ | ------ | ----- | ------ | ---------------------------------------------------------------------------------- | ------ |
| 1.  | 11.02.1972 | Sapporo        | złoty   | Wojciech Fortuna | duża           | 111,0  | 87,5   | 219,9 | –      | –                                                                                  | [ 30 ] |
| 2.  | 10.02.2002 | Salt Lake City | brązowy | Adam Małysz      | normalna       | 98,5   | 98,0   | 263,0 | 6,0    | Simon Ammann                                                                       | [ 31 ] |
| 3.  | 13.02.2002 | Salt Lake City | srebrny | Adam Małysz      | duża           | 131,0  | 128,0  | 269,7 | 11,7   | Simon Ammann                                                                       | [ 32 ] |
| 4.  | 13.02.2010 | Vancouver      | srebrny | Adam Małysz      | normalna       | 103,5  | 105,0  | 269,5 | 7,0    | Simon Ammann                                                                       | [ 33 ] |
| 5.  | 20.02.2010 | Vancouver      | srebrny | Adam Małysz      | duża           | 137,0  | 133,5  | 269,4 | 14,2   | Simon Ammann                                                                       | [ 34 ] |
| 6.  | 09.02.2014 | Soczi          | złoty   | Kamil Stoch      | normalna       | 105,5  | 103,5  | 278,0 | –      | –                                                                                  | [ 35 ] |
| 7.  | 15.02.2014 | Soczi          | złoty   | Kamil Stoch      | duża           | 139,0  | 132,5  | 278,7 | –      | –                                                                                  | [ 36 ] |
| 8.  | 17.02.2018 | Pjongczang     | złoty   | Kamil Stoch      | duża           | 135,0  | 136,5  | 285,7 | –      | –                                                                                  | [ 21 ] |
| 9.  | 19.02.2018 | Pjongczang     | brązowy | Maciej Kot       | duża drużynowo | 129,5  | 133,0  | 255,3 | 26,1   | Norwegia Daniel-André Tande Andreas Stjernen Johann André Forfang Robert Johansson | [ 22 ] |
| 9.  | 19.02.2018 | Pjongczang     | brązowy | Stefan Hula      | duża drużynowo | 130,0  | 134,0  | 264,6 | 26,1   | Norwegia Daniel-André Tande Andreas Stjernen Johann André Forfang Robert Johansson | [ 22 ] |
| 9.  | 19.02.2018 | Pjongczang     | brązowy | Dawid Kubacki    | duża drużynowo | 138,5  | 135,5  | 275,0 | 26,1   | Norwegia Daniel-André Tande Andreas Stjernen Johann André Forfang Robert Johansson | [ 22 ] |
| 9.  | 19.02.2018 | Pjongczang     | brązowy | Kamil Stoch      | duża drużynowo | 139,0  | 134,5  | 277,5 | 26,1   | Norwegia Daniel-André Tande Andreas Stjernen Johann André Forfang Robert Johansson | [ 22 ] |
| 10. | 06.02.2022 | Pekin          | brązowy | Dawid Kubacki    | normalna       | 104,0  | 103,0  | 265,9 | 9,1    | Ryōyū Kobayashi                                                                    | [ 23 ] |

## Liczba medali według lat
Polscy sportowcy zdobywali medale na dziewięciu zimowych igrzyskach olimpijskich. Najwięcej – po sześć – wywalczyli podczas igrzysk w 2010 i 2014 roku. W Soczi zdobyli jednak największą liczbę medali złotych – cztery. W tabeli przedstawiono liczbę medali zdobytych przez polskich reprezentantów na kolejnych zimowych igrzyskach olimpijskich.
| Rok i miejsce           | Złoto | Srebro | Brąz | Łącznie | Miejsce w klasyfikacji medalowej |
| ----------------------- | ----- | ------ | ---- | ------- | -------------------------------- |
| 1956, Cortina d’Ampezzo | –     | –      | 1    | 1       | 12                               |
| 1960, Squaw Valley      | –     | 1      | 1    | 2       | 11                               |
| 1972, Sapporo           | 1     | –      | –    | 1       | 13                               |
| 2002, Salt Lake City    | –     | 1      | 1    | 2       | 21                               |
| 2006, Turyn             | –     | 1      | 1    | 2       | 20                               |
| 2010, Vancouver         | 1     | 3      | 2    | 6       | 15                               |
| 2014, Soczi             | 4     | 1      | 1    | 6       | 11                               |
| 2018, Pjongczang        | 1     | –      | 1    | 2       | 20                               |
| 2022, Pekin             | –     | –      | 1    | 1       | 27                               |
| Łącznie                 | 7     | 7      | 9    | 23      |                                  |

## Liczba medali według dyscyplin
Polacy stali na podium zimowych igrzysk olimpijskich w pięciu dyscyplinach sportowych. Najczęściej – dziesięciokrotnie – dokonali tego w konkurencjach skoków narciarskich. Konkurencją, w której reprezentanci Polski zdobyli najwięcej medali, są konkursy indywidualne w skokach narciarskich na obiekcie dużym – pięć medali (trzy złote i dwa srebrne). W poniższym zestawieniu ukazano liczbę medali zdobytych przez polskich olimpijczyków według dyscyplin i konkurencji.
| Dyscyplina          | Konkurencja                     | Złoto | Srebro | Brąz | Łącznie |
| ------------------- | ------------------------------- | ----- | ------ | ---- | ------- |
| Biathlon            | bieg masowy                     | –     | 1      | –    | 1       |
| Biathlon            | razem                           | –     | 1      | –    | 1       |
| Biegi narciarskie   | sprint indywidualny             | –     | 1      | –    | 1       |
| Biegi narciarskie   | bieg na 10 km                   | 1     | –      | –    | 1       |
| Biegi narciarskie   | bieg łączony na 15 km           | –     | –      | 1    | 1       |
| Biegi narciarskie   | bieg na 30 km                   | 1     | –      | 1    | 2       |
| Biegi narciarskie   | razem                           | 2     | 1      | 2    | 5       |
| Kombinacja norweska | skocznia duża + bieg na 15 km   | –     | –      | 1    | 1       |
| Kombinacja norweska | razem                           | –     | –      | 1    | 1       |
| Łyżwiarstwo szybkie | bieg na 1500 m                  | 1     | 1      | 1    | 3       |
| Łyżwiarstwo szybkie | bieg drużynowy                  | –     | 1      | 2    | 3       |
| Łyżwiarstwo szybkie | razem                           | 1     | 2      | 3    | 6       |
| Skoki narciarskie   | skocznia duża indywidualnie     | 3     | 2      | –    | 5       |
| Skoki narciarskie   | skocznia normalna indywidualnie | 1     | 1      | 2    | 4       |
| Skoki narciarskie   | skocznia duża drużynowo         | –     | –      | 1    | 1       |
| Skoki narciarskie   | razem                           | 4     | 3      | 3    | 10      |
| Łącznie             | Łącznie                         | 7     | 7      | 9    | 23      |

## Klasyfikacja medalistów
Medale zimowych igrzysk olimpijskich zdobywało łącznie 15 polskich zawodników, z czego ośmioro dokonało tego wyłącznie w startach drużynowych. Najwięcej medali olimpijskich zdobyła Justyna Kowalczyk – dwa złote, jeden srebrny i dwa brązowe. Jest także jedyną Polką, która zdobywała medale na trzech kolejnych zimowych igrzyskach (2006, 2010 i 2014). Jedynym polskim zawodnikiem, który zdobył dwa tytuły mistrza olimpijskiego podczas jednych igrzysk, jest natomiast Kamil Stoch, który dokonał tego w 2014 roku. Stoch zajmuje również pierwsze miejsce w indywidualnej klasyfikacji medalowej z dorobkiem trzech złotych medali i jednego brązowego.
Poniższa tabela jest klasyfikacją polskich medalistów zimowych igrzysk olimpijskich. Wzięte zostały pod uwagę wszystkie zdobyte medale – w konkurencjach indywidualnych i drużynowych. Przy ustalaniu kolejności najpierw uwzględniono liczbę złotych medali, później srebrnych, a na końcu brązowych. W przypadku, gdy dwoje zawodników uzyskało taką samą liczbę medali, najpierw wzięto pod uwagę rok zdobycia pierwszego medalu, a następnie porządek alfabetyczny.
| Miejsce | Medalista                 | Lata      | Dyscyplina          | Złoto | Srebro | Brąz | Razem |
| ------- | ------------------------- | --------- | ------------------- | ----- | ------ | ---- | ----- |
| 1.      | Kamil Stoch               | 2014–2018 | skoki narciarskie   | 3     | –      | 1    | 4     |
| 2.      | Justyna Kowalczyk         | 2006–2014 | biegi narciarskie   | 2     | 1      | 2    | 5     |
| 3.      | Zbigniew Bródka           | 2014      | łyżwiarstwo szybkie | 1     | –      | 1    | 2     |
| 4.      | Wojciech Fortuna          | 1972      | skoki narciarskie   | 1     | –      | –    | 1     |
| 5.      | Adam Małysz               | 2002–2010 | skoki narciarskie   | –     | 3      | 1    | 4     |
| 6.      | Katarzyna Bachleda-Curuś  | 2010–2014 | łyżwiarstwo szybkie | –     | 1      | 1    | 2     |
| 6.      | Katarzyna Woźniak         | 2010–2014 | łyżwiarstwo szybkie | –     | 1      | 1    | 2     |
| 6.      | Luiza Złotkowska          | 2010–2014 | łyżwiarstwo szybkie | –     | 1      | 1    | 2     |
| 9.      | Elwira Seroczyńska        | 1960      | łyżwiarstwo szybkie | –     | 1      | –    | 1     |
| 9.      | Tomasz Sikora             | 2006      | biathlon            | –     | 1      | –    | 1     |
| 9.      | Natalia Czerwonka         | 2014      | łyżwiarstwo szybkie | –     | 1      | –    | 1     |
| 12.     | Dawid Kubacki             | 2018–2022 | skoki narciarskie   | –     | –      | 2    | 2     |
| 13.     | Franciszek Gąsienica Groń | 1956      | kombinacja norweska | –     | –      | 1    | 1     |
| 13.     | Helena Pilejczyk          | 1960      | łyżwiarstwo szybkie | –     | –      | 1    | 1     |
| 13.     | Konrad Niedźwiedzki       | 2014      | łyżwiarstwo szybkie | –     | –      | 1    | 1     |
| 13.     | Jan Szymański             | 2014      | łyżwiarstwo szybkie | –     | –      | 1    | 1     |
| 13.     | Stefan Hula               | 2018      | skoki narciarskie   | –     | –      | 1    | 1     |
| 13.     | Maciej Kot                | 2018      | skoki narciarskie   | –     | –      | 1    | 1     |